# Comté de Pawnee (Oklahoma)
Pour les articles homonymes, voir Comté de Pawnee.
Le comté de Pawnee est un comté situé dans l'État de l'Oklahoma aux États-Unis. Le siège du comté est Pawnee. 
Selon le recensement de 2000, sa population est de 16 612 habitants.

## Comtés adjacents
- Comté d'Osage (nord)
- Comté de Tulsa (sud-est)
- Comté de Creek (sud)
- Comté de Payne (sud-ouest)
- Comté de Noble (ouest)

## Principales villes
- Blackburn
- Cleveland
- Hallett
- Jennings
- Maramec
- Mule Barn
- Pawnee
- Quay
- Ralston
- Shady Grove
- Skedee
- Terlton
- Westport

## Risque sismique

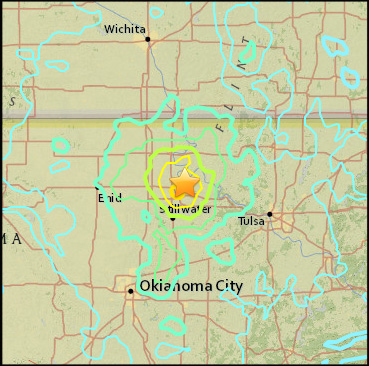
Exemple : Positionnement de l'épicentre (profondeur : 5.4 km) du tremblement de terre du 3 septembre 2016, Magnitude 5.8 - situé à près de 15 km au NW de la petite ville de Pawnee (2000 hab. environ) en Oklahoma. Selon l'USGS ce tremblement de terre est probablement un séisme induit par la l'exploitation du gaz de schiste (fracturation hydraulique et réinjection d'eau).

Bien que non géologiquement prédisposé au risque sismique, ce comté est depuis le début du XXIe siècle concerné par une augmentation régulière du nombre de séismes induits par les activités humaines (forages pétroliers et gaziers en l’occurrence qui font de plus en plus appel à la fracturation hydraulique et à l'injection sous haute pression) et de leur intensité. 

La multiplication des sites de forage de gaz de schiste et la réinjection dans les formations de schiste des eaux usagées et des produits chimiques utilisés a provoqué une hausse exponentielle des tremblements de terre dans cette partie des États-Unis depuis 2008 et le 3 septembre 2016, un séisme de magnitude 5,6 est survenu à 14 kilomètres au nord-ouest de Pawnee (épicentre : 36.430°N 96.932°W), durant près d'une minute, « a été ressenti dans sept États voisins, depuis le Texas au sud jusqu'à l'Iowa dans le centre, selon les géologues » ; le Gouverneur M. Fallin a déclaré l'état d'urgence pour le Comté de Pawnee. L' Oklahoma Corporation Commission (Agence d'État chargée de réglementer l'industrie du pétrole et du gaz) a ordonné la fermeture immédiate des 37 puits en activité sur une zone de 725 miles carrés (1 878 km2), en demandant à l'industrie du gaz de schiste de travailler avec l'Environmental Protection Agency (EPA) qui a la compétence exclusive sur le contrôle de la sécurité des puits dans cette région.